# Vingtième district congressionnel de l'État de New York
Le 20e district congressionnel de New York est un district situé à New York. Il comprend la totalité des comtés d'Albany, Saratoga et Schenectady ainsi que des parties du Comté de Rensselaer.

## Historique de vote
| Année | Poste     | Résultats               |
| ----- | --------- | ----------------------- |
| 1992  | Président | Clinton 45,0 % – 41,0 % |
| 1996  | Président | Clinton 54,0 % – 37,0 % |
| 2000  | Président | Bush 51,0 % – 44,0 %    |
| 2004  | Président | Bush 54,0 % – 46,0 %    |
| 2008  | Président | Obama 51,0 % – 46,0 %   |
| 2012  | Président | Obama 59,0 % – 38,0 %   |
| 2016  | Président | Clinton 54,0 % – 40,0 % |
| 2020  | Président | Biden 59,0 % – 38,0 %   |

## Liste des Représentants

### 1813 - 1833: Deux sièges
De la création du district en 1813 à 1833, deux sièges étaient élus at-large, sur un seul bulletin de vote.
| 4 mars 1813 - 3 mars 1815        | 13e | Daniel Avery (en)         | Républicain-Démocrate | Redécoupage depuis le 14e district et réélu en 1812.                                                   | Oliver C. Comstock (en) | Républicain-Démocrate | Élu en 1812. Réélu en 1814. Réélu en 1816.                                                             |
| 4 mars 1815 - 4 juin 1816        | 14e | Enos T. Throop (en)       | Républicain-Démocrate | Réélu en 1814. Perd sa réélection et démissionne de manière anticipée.                                 | Oliver C. Comstock (en) | Républicain-Démocrate | Élu en 1812. Réélu en 1814. Réélu en 1816.                                                             |
| 4 juin 1816 - 30 septembre 1816  | 14e | Vacant                    | Vacant                | | Oliver C. Comstock (en) | Républicain-Démocrate | Élu en 1812. Réélu en 1814. Réélu en 1816.                                                             |
| 30 septembre 1816 - 3 mars 1817  | 14e | Daniel Avery (en)         | Républicain-Démocrate | Élu en septembre 1816 pour finir le mandat de Porter et intronisé le 3 décembre 1816. Retrait.         | Oliver C. Comstock (en) | Républicain-Démocrate | Élu en 1812. Réélu en 1814. Réélu en 1816.                                                             |
| 4 mars 1817 - 3 mars 1819        | 15e | Daniel Cruger (en)        | Républicain-Démocrate | Élu en 1816.                                                                                           | Oliver C. Comstock (en) | Républicain-Démocrate | Élu en 1812. Réélu en 1814. Réélu en 1816.                                                             |
| 4 mars 1819 - 3 mars 1821        | 16e | Caleb Baker (en)          | Républicain-Démocrate | Élu en 1818.                                                                                           | Jonathan Richmond (en)  | Républicain-Démocrate | Élu en 1818. Perd sa réélection.                                                                       |
| 4 mars 1821 - 3 décembre 1821    | 17e | Vacant                    | Vacant                | Les élections ont eu lieu en avril 1821, mais il n'est pas clair quand les résultats ont été annoncés. | Vacant                  | Vacant                | Les élections ont eu lieu en avril 1821, mais il n'est pas clair quand les résultats ont été annoncés. |
| 3 décembre 1821 - 3 mars 1823    | 17e | William B. Rochester (en) | Républicain-Démocrate | Élu en 1821. Redécoupage vers le 28e district.                                                         | David Woodcock (en)     | Républicain-Démocrate | Élu en 1821. Démissionne pour devenir Juge du 7e Circuit.                                              |
| 4 mars 1823 - 3 mars 1825        | 18e | Ela Collins (en)          | Républicain-Démocrate | Élu en 1822.                                                                                           | Egbert Ten Eyck (en)    | Républicain-Démocrate | Élu en 1822. Réélu en 1824. Perd la contestation de son élection.                                      |
| 4 mars 1825 - 15 décembre 1825   | 19e | Nicoll Fosdick (en)       | Anti-Jacksonien       | Élu en 1824. Perd sa réélection.                                                                       | Egbert Ten Eyck (en)    | Jacksonien (en)       | Élu en 1822. Réélu en 1824. Perd la contestation de son élection.                                      |
| 15 décembre 1825 - 3 mars 1827   | 19e | Nicoll Fosdick (en)       | Anti-Jacksonien       | Élu en 1824. Perd sa réélection.                                                                       | Daniel Hugunin Jr. (en) | Anti-Jacksonien       | Conteste avec succès l'élection d'Egbert Ten Eyck.                                                     |
| 4 mars 1827 - 16 février 1829    | 20e | Rudolph Bunner (en)       | Jacksonien (en)       | Élu en 1826. Retrait.                                                                                  | Silas Wright (en)       | Jacksonien (en)       | Élu en 1826. Perd sa réélection et démissionne.                                                        |
| 16 février 1829 - 3 mars 1829    | 20e | Rudolph Bunner (en)       | Jacksonien (en)       | Élu en 1826. Retrait.                                                                                  | Vacant                  | Vacant                | |
| 4 mars 1829 - 5 février 1830     | 21e | Joseph Hawkins (en)       | Anti-Jacksonien       | Élu en 1828 (en).                                                                                      | George Fisher (en)      | Anti-Jacksonien       | Élu en 1828. Élection contestée avec succès par Silas Wright, mais a refusé de se qualifier.           |
| 5 février 1830 - 3 novembre 1830 | 21e | Joseph Hawkins (en)       | Anti-Jacksonien       | Élu en 1828 (en).                                                                                      | Vacant                  | Vacant                | |
| 3 novembre 1830 - 3 mars 1831    | 21e | Joseph Hawkins (en)       | Anti-Jacksonien       | Élu en 1828 (en).                                                                                      | Jonah Sanford (en)      | Jacksonien (en)       | Élu pour terminer le mandat de Fisher/Wright.                                                          |
| 4 mars 1831 - 3 mars 1833        | 22e | Charles Dayan (en)        | Jacksonien (en)       | Élu en 1830.                                                                                           | Daniel Wardwell (en)    | Jacksonien (en)       | Élu en 1830. Redécoupage vers le 18e district.                                                         |

### 1833 - Présent: Un siège
| Membre                        | Parti                 | Années                             | Congrès        | Histoire électorale | Zone géographique |
| ----------------------------- | --------------------- | ---------------------------------- | -------------- | --- | ----------------- |
| Noadiah Johnson (en)          | Jacksonien (en)       | 4 mars 1833 - 3 mars 1835          | 23e            | Élu en 1832. |                   |
| William Seymour (en)          | Jacksonien (en)       | 4 mars 1835 - 3 mars 1837          | 24e            | Élu en 1834. |                   |
| Amasa J. Parker (en)          | Démocrate             | 4 mars 1837 - 3 mars 1839          | 25e            | Élu en 1836. Retrait. |                   |
| Judson Allen (en)             | Démocrate             | 4 mars 1839 - 3 mars 1841          | 26e            | Élu en 1838. |                   |
| Samuel Gordon (en)            | Démocrate             | 4 mars 1841 - 3 mars               | 27e            | Élu en 1840. |                   |
| Samuel Beardsley (en)         | Démocrate             | 4 mars 1843 - 26 février 1844      | 28e            | Élu en 1842. Démissionne. |                   |
| Vacant                        | Vacant                | 29 février 1844 - 5 novembre 1844  | 28e            | |                   |
| Levi D. Carpenter (en)        | Démocrate             | 5 novembre 1844 - 3 mars 1845      | 28e            | Élu pour terminer le mandat de Beardsley. |                   |
| Timothy Jenkins (en)          | Démocrate             | 4 mars 1845 - 3 mars 1849          | 29e , 30e      | Élu en 1844. Réélu en 1846. |                   |
| Orsamus B. Matteson (en)      | Whig                  | 4 mars 1849 - 3 mars 1851          | 31e            | Élu en 1848. |                   |
| Timothy Jenkins (en)          | Démocrate             | 4 mars 1851 - 3 mars 1853          | 32e            | Élu en 1850. |                   |
| Orsamus B. Matteson (en)      | Whig                  | 4 mars 1853 - 3 mars 1855          | 33e , 34e      | Élu en 1852. Réélu en 1854. Démissionne juste avant qu'une recommandation de censure par la Chambre pour des accusations de corruption à propos d'une loi foncière dans le Minnesota. Il a également été accusé d'avoir déclaré publiquement qu'une majorité des parts de la Chambre étaient achetable. |                   |
| Orsamus B. Matteson (en)      | Opposition Party (en) | 4 mars 1855 - 27 février 1857      | 33e , 34e      | Élu en 1852. Réélu en 1854. Démissionne juste avant qu'une recommandation de censure par la Chambre pour des accusations de corruption à propos d'une loi foncière dans le Minnesota. Il a également été accusé d'avoir déclaré publiquement qu'une majorité des parts de la Chambre étaient achetable. |                   |
| Vacant                        | Vacant                | 27 février 1857 - 3 mars 1857      | 34e            | |                   |
| Orsamus B. Matteson (en)      | Républicain           | 4 mars 1857 - 3 mars 1859          | 35e            | Élu en 1856. |                   |
| Roscoe Conkling               | Républicain           | 4 mars 1859 - 3 mars 1863          | 36e , 37e      | Élu en 1858. Réélu en 1860. Redécoupage vers le 21e district et perd sa réélection. |                   |
| Ambrose W. Clark (en)         | Républicain           | 4 mars 1863 - 3 mars 1865          | 38e            | Redécoupage depuis le 23e district et réélu en 1862. |                   |
| Addison H. Laflin (en)        | Républicain           | 4 mars 1865 - 3 mars 1871          | 39e - 41e      | Élu en 1864. Réélu en 1866. Réélu en 1868. |                   |
| Clinton L. Merriam (en)       | Républicain           | 4 mars 1871 - 3 mars 1873          | 42e            | Élu en 1870. Redécoupage vers le 21e district. |                   |
| David Wilber (en)             | Républicain           | 4 mars 1873 - 3 mars 1875          | 43e            | Élu en 1872. |                   |
| Henry H. Hathorn (en)         | Républicain           | 4 mars 1875 - 3 mars 1877          | 44e            | Redécoupage depuis le 19e district et réélu en 1874. |                   |
| John H. Starin                | Républicain           | 4 mars 1877 - 3 mars 1881          | 45e , 46e      | Élu en 1876. Réélu en 1878. |                   |
| George West (en)              | Républicain           | 4 mars 1881 - 3 mars               | 47e            | Élu en 1880. |                   |
| Edward Wemple (en)            | Démocrate             | 4 mars 1883 - 3 mars 1885          | 48e            | Élu en 1882. |                   |
| George West (en)              | Républicain           | 4 mars 1885 - 3 mars 1889          | 49e , 50e      | Élu en 1884. Réélu en 1886. |                   |
| John Sanford (en)             | Républicain           | 4 mars 1889 - 3 mars 1893          | 51e , 52e      | Élu en 1888. Réélu en 1890. |                   |
| Charles Tracey (en)           | Démocrate             | 4 mars 1893 - 3 mars 1895          | 53e            | Redécoupage depuis le 19e district et réélu en 1892. |                   |
| George N. Southwick (en)      | Républicain           | 4 mars 1895 - 3 mars 1899          | 54e , 55e      | Élu en 1894. Réélu en 1896. |                   |
| Martin H. Glynn (en)          | Républicain           | 4 mars 1899 - 3 mars 1901          | 56e            | Élu en 1898. |                   |
| George N. Southwick (en)      | Républicain           | 4 mars 1901 - 3 mars 1903          | 57e            | Élu en 1900. Redécoupage vers le 23e district. |                   |
| Thomas W. Bradley (en)        | Républicain           | 4 mars 1903 - 3 mars 1913          | 58e - 62e      | Élu en 1902. Réélu en 1904. Réélu en 1906. Réélu en 1908. Réélu en 1910. |                   |
| Francis B. Harrison           | Démocrate             | 4 mars 1913 - 5 septembre 1913     | 63e            | Élu en 1912. Démissionne pour devenir Directeur Général des Philippines. |                   |
| Vacant                        | Vacant                | 3 septembre 1913 - 4 novembre 1913 | 63e            | |                   |
| Jacob A. Cantor (en)          | Démocrate             | 4 novembre 1913 - 3 mars 1915      | 63e            | Élu pour terminer le mandat de Harrison. |                   |
| Isaac Siegel (en)             | Républicain           | 4 mars 1915 - 3 mars 1923          | 64e - 67e      | Élu en 1914. Réélu en 1916. Réélu en 1918. Réélu en 1920. |                   |
| Fiorello H. LaGuardia         | Républicain           | 4 mars 1923 - 3 mars 1925          | 68e - 72e      | Élu en 1922. Réélu en 1924. Réélu en 1926. Réélu en 1928. Réélu en 1930. |                   |
| Fiorello H. LaGuardia         | Socialiste            | 4 mars 1925 - 3 mars 1927          | 68e - 72e      | Élu en 1922. Réélu en 1924. Réélu en 1926. Réélu en 1928. Réélu en 1930. |                   |
| Fiorello H. LaGuardia         | Républicain           | 4 mars 1927 - 3 mars 1933          | 68e - 72e      | Élu en 1922. Réélu en 1924. Réélu en 1926. Réélu en 1928. Réélu en 1930. |                   |
| James J. Lanzetta (en)        | Démocrate             | 4 mars 1933 - 3 janvier 1935       | 73e            | Élu en 1932. |                   |
| Vito Marcantonio (en)         | Républicain           | 3 janvier 1935 - 3 janvier 1937    | 74e            | Élu en 1934. |                   |
| James J. Lanzetta (en)        | Démocrate             | 3 janvier 1937 - 3 janvier 1939    | 75e            | Élu en 1936. |                   |
| Vito Marcantonio (en)         | American Labor Party  | 3 janvier 1939 - 3 janvier 1945    | 76e - 78e      | Élu en 1938. Réélu en 1940. Réélu en 1942. Redécoupage vers le 18e district. |                   |
| Sol Bloom (en)                | Démocrate             | 3 janvier 1945 - 7 mars 1949       | 79e - 81e      | Redécoupage depuis le 19e district et réélu en 1944. Réélu en 1946. Réélu en 1948. Décès. |                   |
| Vacant                        | Vacant                | 8 mars 1949 - 16 mai 1949          | 81e            | |                   |
| Franklin Delano Roosevelt Jr. | Libéral (en)          | 17 mai 1949 - 3 janvier 1951       | 81e - 83e      | Élu pour terminer le mandat de Bloom. Réélu en 1950. Réélu en 1952. |                   |
| Franklin Delano Roosevelt Jr. | Démocrate             | 3 janvier 1951 - 3 janvier 1955    | 81e - 83e      | Élu pour terminer le mandat de Bloom. Réélu en 1950. Réélu en 1952. |                   |
| Irwin D. Davidson (en)        | Démocrate Libéral     | 3 janvier 1955 - 31 décembre 1956  | 84e            | Élu en 1954. Démissionne après avoir été élu Juge de la Cour Générale des Sessions pour le Comté de New York. |                   |
| Vacant                        | Vacant                | 1er janvier 1957 - 2 janvier 1957  | 84e            | |                   |
| Ludwig Teller (en)            | Démocrate             | 3 janvier 1957 - 3 janvier 1961    | 85e , 86e      | Élu en 1956. Réélu en 1958. |                   |
| William Fitts Ryan (en)       | Démocrate             | 3 janvier 1961 - 17 septembre 1972 | 87e - 92e      | Élu en 1960. Réélu en 1962. Réélu en 1964. Réélu en 1966. Réélu en 1968. Réélu en 1970. Décès. |                   |
| Vacant                        | Vacant                | 18 septembre 1972 - 2 janvier 1973 | 92e            | |                   |
| Bella Abzug                   | Démocrate             | 3 janvier 1973 - 3 janvier         | 93e , 94e      | Redécoupage depuis le 19e district et réélue en 1972. Réélue en 1974. |                   |
| Ted Weiss (en)                | Démocrate             | 3 janvier 1977 - 3 janvier 1983    | 95e - 97e      | Élu en 1976. Réélu en 1978. Réélu en 1980. Redécoupage vers le 17e district. |                   |
| Richard Ottinger (en)         | Démocrate             | 3 janvier 1983 - 3 janvier 1985    | 98e            | Redécoupage depuis le 24e district et réélu en 1982. |                   |
| Joe DioGuardi (en)            | Républicain           | 3 janvier 1985 - 3 janvier 1989    | 99e , 100e     | Élu en 1984. Réélu en 1986. |                   |
| Nita Lowey                    | Démocrate             | 3 janvier 1989 - 3 janvier 1993    | 101e , 102e    | Élue en 1988. Réélue en 1990. Redécoupage vers le 18e district. |                   |
| Benjamin Gilman (en)          | Républicain           | 3 janvier 1993 - 3 janvier 2003    | 103e - 107e    | Redécoupage depuis le 22e et réélu en 1992. Réélu en 1994. Réélu en 1996. Réélu en 1998. Réélu en 2000. Retrait. |                   |
| John E. Sweeney (en)          | Républicain           | 3 janvier 2003 - 3 janvier 2007    | 108e , 109e    | Redécoupage depuis le 22e district et réélu en 2002. Réélu en 2004. Perd sa réélection. | 2003–2013         |
| Kirsten Gillibrand            | Démocrate             | 3 janvier 2007 - 26 janvier 2009   | 110e , 111e    | Élue en 2006. Réélue en 2008. Démissionne lorsque nommée Sénatrice des États-Unis. | 2003–2013         |
| Vacant                        | Vacant                | 27 janvier 2009 - 31 mars 2009     | 111e           | | 2003–2013         |
| Scott Murphy                  | Démocrate             | 31 mars 2009 - 3 janvier 2011      | 111e           | Élu pour terminer le mandat de Gillibrand. Perd sa réélection. | 2003–2013         |
| Chris Gibson                  | Républicain           | 3 janvier 2011 - 3 janvier 2013    | 112e           | Élu en 2010. Redécoupage vers le 19e district. | 2003–2013         |
| Paul Tonko                    | Démocrate             | 3 janvier 2013 - Présent           | 113e - Présent | Redécoupage depuis le 21e district et réélu en 2012. Réélu en 2014. Réélu en 2016. Réélu en 2018. Réélu en 2020. Réélu en 2022. | 2013–2023         |
| Paul Tonko                    | Démocrate             | 3 janvier 2013 - Présent           | 113e - Présent | Redécoupage depuis le 21e district et réélu en 2012. Réélu en 2014. Réélu en 2016. Réélu en 2018. Réélu en 2020. Réélu en 2022. | 2023–2025         |

## Résultats des récentes élections
Voici les résultats des dix précédents cycles électoraux dans le district.

### 2004
| Élection de 2004 du 20e district congressionnel de New York | Élection de 2004 du 20e district congressionnel de New York | Élection de 2004 du 20e district congressionnel de New York | Élection de 2004 du 20e district congressionnel de New York | Élection de 2004 du 20e district congressionnel de New York |
| ----------------------------------------------------------- | ----------------------------------------------------------- | ----------------------------------------------------------- | ----------------------------------------------------------- | ----------------------------------------------------------- |
| Parti                                                       | Parti                                                       | Candidat                                                    | Votes                                                       | %                                                           |
|                                                             | Républicain                                                 | John E. Sweeney (en) (sortant)                              | 188 753                                                     | 65,8                                                        |
|                                                             | Démocrate                                                   | Doris F. Kelly                                              | 96 630                                                      | 33,7                                                        |
|                                                             | Indépendant                                                 | Morris N. Guller                                            | 1 353                                                       | 0,5                                                         |
| Total des votes                                             | Total des votes                                             | Total des votes                                             | 286 736                                                     | 100 %                                                       |
|                                                             | Les Républicains conservent                                 |                                                             |                                                             |                                                             |

### 2006
| Élection de 2006 du 20e district congressionnel de New York | Élection de 2006 du 20e district congressionnel de New York | Élection de 2006 du 20e district congressionnel de New York | Élection de 2006 du 20e district congressionnel de New York | Élection de 2006 du 20e district congressionnel de New York |
| ----------------------------------------------------------- | ----------------------------------------------------------- | ----------------------------------------------------------- | ----------------------------------------------------------- | ----------------------------------------------------------- |
| Parti                                                       | Parti                                                       | Candidat                                                    | Votes                                                       | %                                                           |
|                                                             | Démocrate                                                   | Kirsten Gillibrand                                          | 125 168                                                     | 53,1                                                        |
|                                                             | Républicain                                                 | John E. Sweeney (en) (sortant)                              | 110 554                                                     | 46,9                                                        |
| Total des votes                                             | Total des votes                                             | Total des votes                                             | 235 722                                                     | 100 %                                                       |
|                                                             | Les Démocrates prennent aux Républicains                    |                                                             |                                                             |                                                             |

### 2008
| Élection de 2008 du 20e district congressionnel de New York | Élection de 2008 du 20e district congressionnel de New York | Élection de 2008 du 20e district congressionnel de New York | Élection de 2008 du 20e district congressionnel de New York | Élection de 2008 du 20e district congressionnel de New York |
| ----------------------------------------------------------- | ----------------------------------------------------------- | ----------------------------------------------------------- | ----------------------------------------------------------- | ----------------------------------------------------------- |
| Parti                                                       | Parti                                                       | Candidat                                                    | Votes                                                       | %                                                           |
|                                                             | Démocrate                                                   | Kirsten Gillibrand (sortante)                               | 177 677                                                     | 61,8                                                        |
|                                                             | Républicain                                                 | Sandy Treadwell                                             | 109 644                                                     | 38,2                                                        |
| Total des votes                                             | Total des votes                                             | Total des votes                                             | 287 321                                                     | 100 %                                                       |
|                                                             | Les Démocrates conservent                                   |                                                             |                                                             |                                                             |

### 2009 (Spéciale)
| Élection Spéciale de 2009 du 20e district congressionnel de New York | Élection Spéciale de 2009 du 20e district congressionnel de New York | Élection Spéciale de 2009 du 20e district congressionnel de New York | Élection Spéciale de 2009 du 20e district congressionnel de New York | Élection Spéciale de 2009 du 20e district congressionnel de New York |
| -------------------------------------------------------------------- | -------------------------------------------------------------------- | -------------------------------------------------------------------- | -------------------------------------------------------------------- | -------------------------------------------------------------------- |
| Parti                                                                | Parti                                                                | Candidat                                                             | Votes                                                                | %                                                                    |
|                                                                      | Démocrate                                                            | Scott Murphy                                                         | 80 833                                                               | 50,23                                                                |
|                                                                      | Républicain                                                          | James Tedisco                                                        | 80 107                                                               | 49,77                                                                |
| Total des votes                                                      | Total des votes                                                      | Total des votes                                                      | 160 940                                                              | 100 %                                                                |
|                                                                      | Les Démocrates conservent                                            |                                                                      |                                                                      |                                                                      |

### 2010
| Élection de 2010 du 20e district congressionnel de New York | Élection de 2010 du 20e district congressionnel de New York | Élection de 2010 du 20e district congressionnel de New York | Élection de 2010 du 20e district congressionnel de New York | Élection de 2010 du 20e district congressionnel de New York |
| ----------------------------------------------------------- | ----------------------------------------------------------- | ----------------------------------------------------------- | ----------------------------------------------------------- | ----------------------------------------------------------- |
| Parti                                                       | Parti                                                       | Candidat                                                    | Votes                                                       | %                                                           |
|                                                             | Républicain                                                 | Chris Gibson                                                | 130 176                                                     | 54,87                                                       |
|                                                             | Démocrate                                                   | Scott Murphy (sortant)                                      | 107 077                                                     | 45,13                                                       |
| Total des votes                                             | Total des votes                                             | Total des votes                                             | 237 253                                                     | 100 %                                                       |
|                                                             | Les Républicains prennent aux Démocrates                    |                                                             |                                                             |                                                             |

### 2012
| Élection de 2012 du 20e district congressionnel de New York | Élection de 2012 du 20e district congressionnel de New York | Élection de 2012 du 20e district congressionnel de New York | Élection de 2012 du 20e district congressionnel de New York | Élection de 2012 du 20e district congressionnel de New York |
| ----------------------------------------------------------- | ----------------------------------------------------------- | ----------------------------------------------------------- | ----------------------------------------------------------- | ----------------------------------------------------------- |
| Parti                                                       | Parti                                                       | Candidat                                                    | Votes                                                       | %                                                           |
|                                                             | Démocrate                                                   | Paul Tonko                                                  | 203 401                                                     | 68,44                                                       |
|                                                             | Républicain                                                 | Robert J. Dieterich                                         | 93 778                                                      | 31,56                                                       |
| Total des votes                                             | Total des votes                                             | Total des votes                                             | 313 024                                                     | 100 %                                                       |
|                                                             | Les Démocrates prennent aux Républicains                    |                                                             |                                                             |                                                             |

### 2014
| Élection de 2014 du 20e district congressionnel de New York | Élection de 2014 du 20e district congressionnel de New York | Élection de 2014 du 20e district congressionnel de New York | Élection de 2014 du 20e district congressionnel de New York | Élection de 2014 du 20e district congressionnel de New York |
| ----------------------------------------------------------- | ----------------------------------------------------------- | ----------------------------------------------------------- | ----------------------------------------------------------- | ----------------------------------------------------------- |
| Parti                                                       | Parti                                                       | Candidat                                                    | Votes                                                       | %                                                           |
|                                                             | Démocrate                                                   | Paul Tonko (sortant)                                        | 125 11                                                      | 61,26                                                       |
|                                                             | Républicain                                                 | James M. Fischer                                            | 79 104                                                      | 38,74                                                       |
| Total des votes                                             | Total des votes                                             | Total des votes                                             | 171 118                                                     | 100 %                                                       |
|                                                             | Les Démocrates conservent                                   |                                                             |                                                             |                                                             |

### 2016
| Élection de 2014 du 20e district congressionnel de New York | Élection de 2014 du 20e district congressionnel de New York | Élection de 2014 du 20e district congressionnel de New York | Élection de 2014 du 20e district congressionnel de New York | Élection de 2014 du 20e district congressionnel de New York |
| ----------------------------------------------------------- | ----------------------------------------------------------- | ----------------------------------------------------------- | ----------------------------------------------------------- | ----------------------------------------------------------- |
| Parti                                                       | Parti                                                       | Candidat                                                    | Votes                                                       | %                                                           |
|                                                             | Démocrate                                                   | Paul Tonko (sortant)                                        | 213 018                                                     | 67,89                                                       |
|                                                             | Républicain                                                 | Joe Vitollo                                                 | 100 740                                                     | 32,11                                                       |
| Total des votes                                             | Total des votes                                             | Total des votes                                             | 325 296                                                     | 100 %                                                       |
|                                                             | Les Démocrates conservent                                   |                                                             |                                                             |                                                             |

### 2018
| Élection de 2018 du 20e district congressionnel de New York | Élection de 2018 du 20e district congressionnel de New York | Élection de 2018 du 20e district congressionnel de New York | Élection de 2018 du 20e district congressionnel de New York | Élection de 2018 du 20e district congressionnel de New York |
| ----------------------------------------------------------- | ----------------------------------------------------------- | ----------------------------------------------------------- | ----------------------------------------------------------- | ----------------------------------------------------------- |
| Parti                                                       | Parti                                                       | Candidat                                                    | Votes                                                       | %                                                           |
|                                                             | Démocrate                                                   | Paul Tonko (sortant)                                        | 176 811                                                     | 66,50                                                       |
|                                                             | Républicain                                                 | Joe Vitollo                                                 | 89 058                                                      | 33,50                                                       |
| Total des votes                                             | Total des votes                                             | Total des votes                                             | 264 564                                                     | 100 %                                                       |
|                                                             | Les Démocrates conservent                                   |                                                             |                                                             |                                                             |

### 2020
| Élection de 2020 du 20e district congressionnel de New York | Élection de 2020 du 20e district congressionnel de New York | Élection de 2020 du 20e district congressionnel de New York | Élection de 2020 du 20e district congressionnel de New York | Élection de 2020 du 20e district congressionnel de New York |
| ----------------------------------------------------------- | ----------------------------------------------------------- | ----------------------------------------------------------- | ----------------------------------------------------------- | ----------------------------------------------------------- |
| Parti                                                       | Parti                                                       | Candidat                                                    | Votes                                                       | %                                                           |
|                                                             | Démocrate                                                   | Paul Tonko (sortant)                                        | 219 705                                                     | 61,2                                                        |
|                                                             | Républicain                                                 | Liz Joy                                                     | 139 446                                                     | 38,8                                                        |
| Total des votes                                             | Total des votes                                             | Total des votes                                             | 359 151                                                     | 100 %                                                       |
|                                                             | Les Démocrates conservent                                   |                                                             |                                                             |                                                             |

### 2022
La Primaire Républicaine a été annulée. Elizabeth Joy avance vers l'Élection Générale.
| Primaire Démocrate de 2022 du 20e district congressionnel de New York | Primaire Démocrate de 2022 du 20e district congressionnel de New York | Primaire Démocrate de 2022 du 20e district congressionnel de New York | Primaire Démocrate de 2022 du 20e district congressionnel de New York | Primaire Démocrate de 2022 du 20e district congressionnel de New York |
| --------------------------------------------------------------------- | --------------------------------------------------------------------- | --------------------------------------------------------------------- | --------------------------------------------------------------------- | --------------------------------------------------------------------- |
| Parti                                                                 | Parti                                                                 | Candidat                                                              | Votes                                                                 | %                                                                     |
|                                                                       | Démocrate                                                             | Paul Tonko (sortant)                                                  | 18 251                                                                | 88,0                                                                  |
|                                                                       | Démocrate                                                             | Rostislav Rar                                                         | 2 422                                                                 | 11,7                                                                  |

| Élection de 2022 du 20e district congressionnel de New York | Élection de 2022 du 20e district congressionnel de New York | Élection de 2022 du 20e district congressionnel de New York | Élection de 2022 du 20e district congressionnel de New York | Élection de 2022 du 20e district congressionnel de New York |
| ----------------------------------------------------------- | ----------------------------------------------------------- | ----------------------------------------------------------- | ----------------------------------------------------------- | ----------------------------------------------------------- |
| Parti                                                       | Parti                                                       | Candidat                                                    | Votes                                                       | %                                                           |
|                                                             | Démocrate                                                   | Paul Tonko (sortant)                                        | 160 420                                                     | 55,0                                                        |
|                                                             | Républicain                                                 | Elizabeth Joy                                               | 130 869                                                     | 44,9                                                        |
|                                                             | Write-In                                                    | Write-In                                                    | 144                                                         | 0,0                                                         |
| Total des votes                                             | Total des votes                                             | Total des votes                                             | 291 433                                                     | 100 %                                                       |
|                                                             | Les Démocrates conservent                                   |                                                             |                                                             |                                                             |

### 2024
Les Primaires Démocrates et Républicaines ont été annulées. Paul Tonko (D-Sortant) et Kevin Waltz (R) avancent vers l'Élection Générale.
| Élection de 2022 du 20e district congressionnel de New York | Élection de 2022 du 20e district congressionnel de New York | Élection de 2022 du 20e district congressionnel de New York | Élection de 2022 du 20e district congressionnel de New York | Élection de 2022 du 20e district congressionnel de New York |
| ----------------------------------------------------------- | ----------------------------------------------------------- | ----------------------------------------------------------- | ----------------------------------------------------------- | ----------------------------------------------------------- |
| Parti                                                       | Parti                                                       | Candidat                                                    | Votes                                                       | %                                                           |
|                                                             | Démocrate                                                   | Paul Tonko (sortant)                                        | TBD                                                         | TBD                                                         |
|                                                             | Républicain                                                 | Kevin Waltz                                                 | TBD                                                         | TBD                                                         |
| Total des votes                                             | Total des votes                                             | Total des votes                                             | TBD                                                         | 100 %                                                       |
|                                                             |                                                             |                                                             |                                                             |                                                             |

## Frontières historiques du district
Divers districts de New York ont été numérotés « 20 » au fil des ans, notamment des zones de la ville de New York et diverses parties du nord de l'État de New York.
1825 - ? (deux sièges) : St. Lawrence, Jefferson, Lewis et Oswego
1875 - 1893 : Montgomery
1913 - 1973 : Parties de Manhattan
1973 - 1983 : Parties du Bronx, Manhattan
1983 - 1993 : Parties de Westchester
1993 - 2003 : La totalité de Rockland et des parties d'Orange, Sullivan est Westchester
2003 - 2013 : La totalité de Columbia, Greene, Warren, Washington et des parties de Delaware, Dutchess, Essex, Otsego, Rensselaer, Saratoga
2013 - 2023 : La totalité d'Albany, Schenectady et parties de Montgomery, Rensselaer et Saratoga
2023 - 2025 : La totalité d'Albany, Saratoga, Schenectady et parties de Rensselaer
2023 - Présent : La totalité d'Albany, Schenectady et des parties de Montgomery et Saratoga

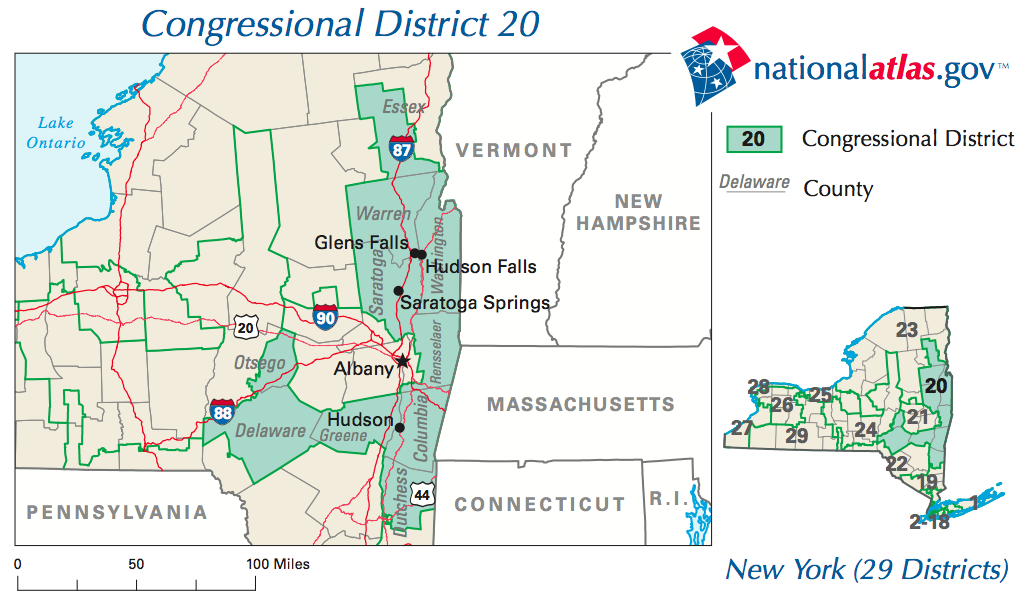
2003 - 2013

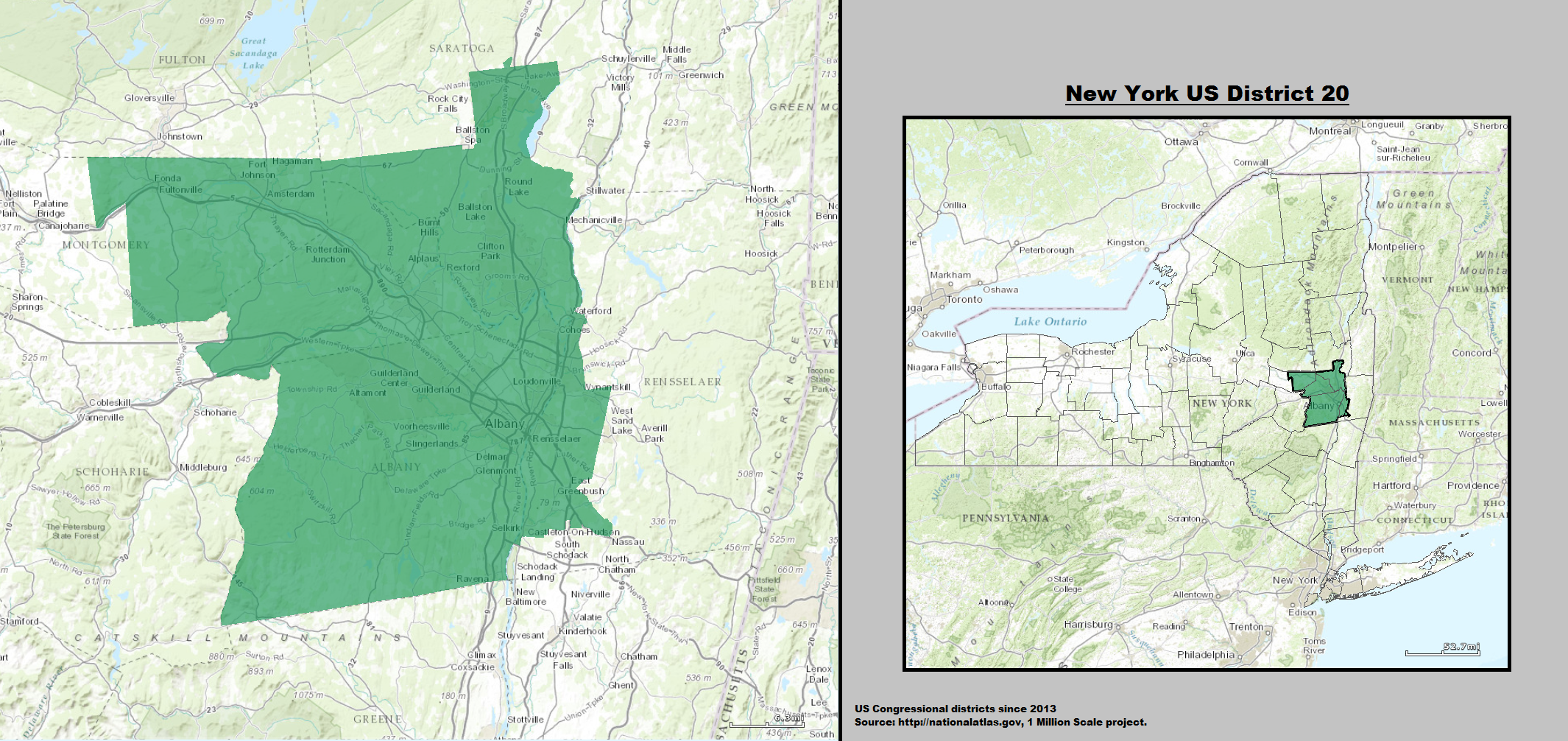
2013 - 2023